# Sport - I muscoli
Sport - I muscoli è un singolo del rapper italiano Marracash, pubblicato il 27 marzo 2020 come secondo estratto dal sesto album in studio Persona.

## Descrizione
Nona traccia dell'album, il brano ha visto la collaborazione vocale del rapper italiano Luchè.
Il 27 marzo 2020 Marracash ha presentato una versione remix del singolo, realizzato anche con il coinvolgimento dei rapper italiani Lazza, Taxi B dei FSK Satellite e Paky.

## Tracce
1. Sport + muscoli (RMX) (feat. Lazza, Paky, Luchè & Taxi B) – 4:46

## Classifiche
| Classifica (2019) | Posizione massima |
| ----------------- | ----------------- |
| Italia            | 3                 |